# Michael E. Mann
Michael Evan Mann (* 28. prosince 1965 Amherst, Massachusetts) je americký klimatolog a geofyzik, ředitel Earth System Science Center na Pensylvánské státní univerzitě. Mann přispěl k vědeckému porozumění historickým změnám klimatu na základě teplotních záznamů za posledních tisíc let. Je průkopníkem technik, které umožňují nalézt zákonitosti v minulých klimatických změnách a izolovat klimatické signály z šumem zarušených dat.
Jako hlavní autor článku, vypracovaného v roce 1998 se spoluautory Raymondem S. Bradleym a Malcolmem K. Hughesem, použil Mann pokročilé statistické techniky k nalezení regionálních rozdílů v rekonstrukci klimatu hemisféry, pokrývající posledních 600 let. V roce 1999 stejný tým použil tyto techniky k vytvoření rekonstrukce za posledních 1000 let (MBH99), která byla kvůli svému tvaru nazvána "grafem hokejky". Byl jedním z osmi hlavních autorů kapitoly "Pozorovaná variabilita a změny klimatu" ve třetí hodnotící zprávě Mezivládního panelu pro změnu klimatu (IPCC), která byla zveřejněna v roce 2001. Graf založený na práci MBH99 byl zdůrazněn v několika částech zprávy a byl široce publikován. IPCC uznal, že jeho práce, spolu s prací mnoha dalších hlavních autorů a editorů recenzí, přispěla k udělení Nobelovy ceny za mír, kterou v roce 2007 společně získali IPCC a Al Gore.
Mann byl předsedou organizačního výboru konference National Academy of Sciences Frontiers of Science v roce 2003 a získal řadu poct a ocenění, včetně toho, že byl v roce 2002 vybrán časopisem Scientific American jako jeden z padesáti předních vizionářů v oblasti vědy a techniky. V roce 2012 byl jmenován členem Americké geofyzikální unie a byla mu udělena medaile Hanse Oeschgera Evropské geovědní unie. V roce 2013 byl zvolen členem Americké meteorologické společnosti a byl mu udělen titul zasloužilého profesora na Penn State College of Earth and Mineral Sciences. V roce 2017 byl zvolen členem Výboru pro skeptické zkoumání.
Mann je autorem více než 200 recenzovaných publikací. Vydal také čtyři knihy: Dire Predictions: Understanding Global Warming (2008), The Hockey Stick and the Climate Wars: Dispatches from the Front Lines (2012) a společně se spoluautorem Tomem Tolesem The Madhouse Effect: How Climate Change Denial Is Threatening Our Planet, Destroying Our Politics, and Driving Us Crazy (2016) a s Megan Herbertovou The Tantrum That Saved the World (2018). V roce 2012 označila Evropská geovědní unie jeho publikační výsledky za "vynikající na vědce relativně mladého věku". Mann je spoluzakladatelem a přispěvatelem klimatologického blogu RealClimate.